# Dichromate d'ammonium
Le dichromate d'ammonium (NH4)2Cr2O7 se présente sous la forme de cristaux orange. 
C'est un composé toxique.

## Utilisations
Il est utilisé dans le domaine des bandes magnétiques, colorants et pigments.

## Risques (décomposition exothermique)
Sous l’effet de la chaleur, il se produit une réaction de décomposition qui se poursuit d’elle-même dès 225 °C avec un dégagement important de chaleur et d’azote :

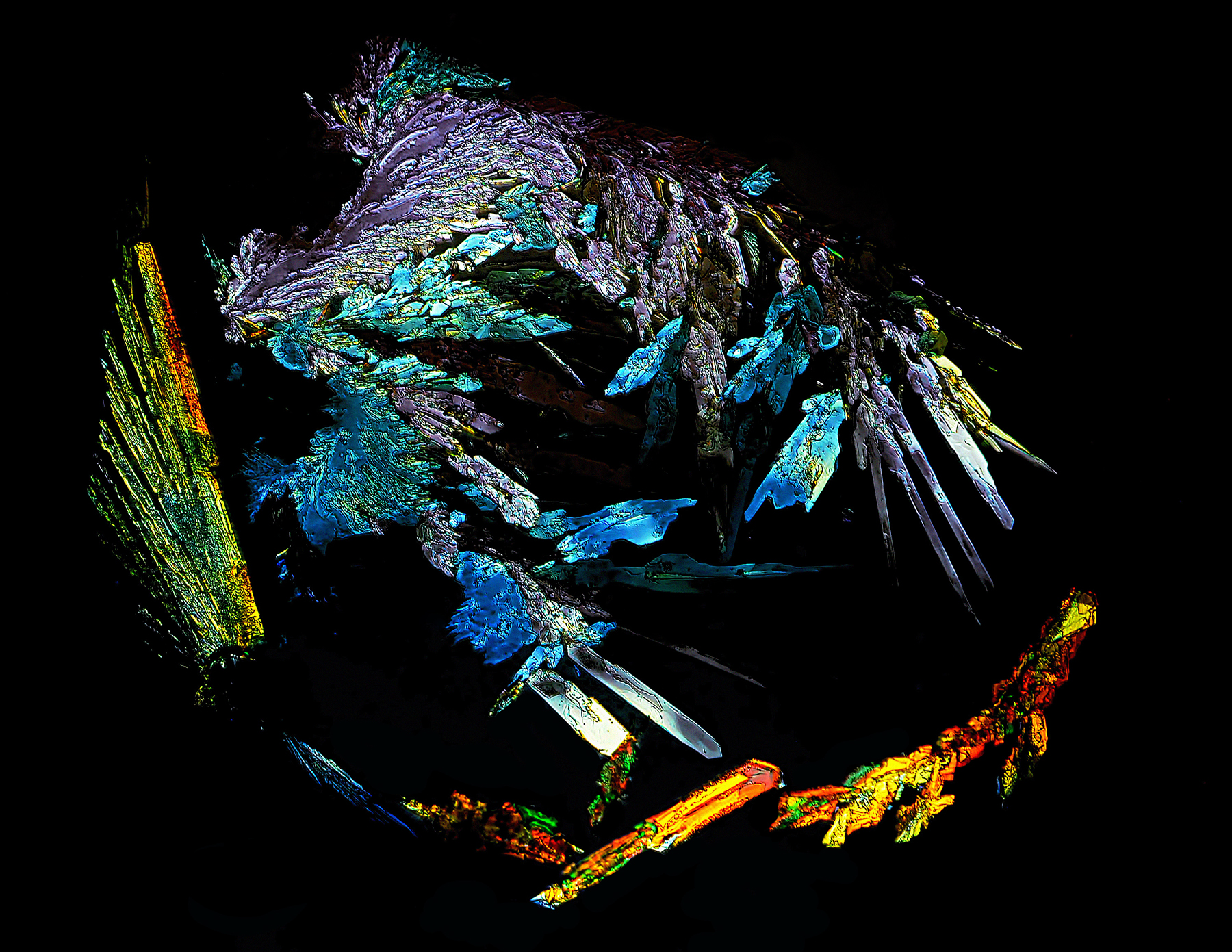
Cristaux de dichromate d'ammonium vu en lumière polarisée au microscope

(NH4)2Cr2O7 (s, orange) →  N2 (g) + 4 H2O (g) + Cr2O3 (s, vert) + énergie